# ML-20S
El Ml-20/ML-20S es un cañón de múltiple uso, fabricado en la Unión Soviética durante la Segunda Guerra Mundial, que ha visto acción básicamente como arma antitanque y que se ha distribuido en varios países del orbe soviético y del COMECON.